# Вагнер, Кристина
Кристи́на Кэй Ва́гнер (англ. Kristina Kay Wagner), в девичестве — Крамп (англ. Crump; род. 30 октября 1963 или 30 октября 1962, Индианаполис) — американская актриса. Лауреат премии «Дайджест мыльных опер» (1995) в номинации «Горячая женщина-звезда» за роль Фелисии Джонс из телесериала «Главный госпиталь» (1983—).

## Биография
Кристина Кэй Крамп родилась 30 октября 1963 года в Индианаполисе (штат Индиана, США).

## Карьера
Кристина снимается в кино с 1983 года и в настоящее время она сыграла в пяти фильмах и телесериалах.
В 1995 году Вагнер стала лауреатом премии «Дайджест мыльных опер» (1995) в номинации «Горячая женщина-звезда» за роль Фелисии Джонс из телесериала «Центральная больница» (1983—).

## Личная жизнь
С 1981 по 1985 год Вагнер была замужем за Рэнди Маландро.
С 1993 по 2006 год Вагнер была замужем за актёром Джеком Вагнером. В этом браке у неё родилось два сына — Питер Вагнер (род. 4 сентября 1990) и Харрисон Вагнер (1 декабря 1994 — 6 июня 2022).